# Franz Thomas Bruss
Franz Thomas Bruss (* 27. September 1949 in Kleinblittersdorf (Saarland)) ist ein deutscher Mathematiker und emeritierter Ordinarius für Mathematik an der Université libre de Bruxelles, wo er weiterhin als Professeur Invité in der Forschung tätig ist. Sein Forschungsgebiet ist Wahrscheinlichkeitstheorie.

## Leben
Bruss studierte Mathematik und Wirtschaftswissenschaften an den Universitäten Saarbrücken, Cambridge und Sheffield. Nach seiner Promotion unter Professor Gerd Schmidt in Saarbrücken mit der Dissertation Hinreichende Kriterien für das Aussterben von Modifizierten Verzweigungsprozessen lehrte er an den Universitäten Namur, Glasgow (Strathclyde), Santa Barbara (UC), Tucson (UofA) und Los Angeles (UCLA). Seit 1990 lehrte er in Brüssel, zuerst am Vesalius College der Vrije Universiteit Brussel und seit 1993 an der Université Libre de Bruxelles als Direktor des Service Mathématiques Générales und des Lehrstuhls Wahrscheinlichkeitstheorie. Er war ebenfalls Gast-Professor an den Universitäten Kinshasa Zaire, Antwerpen, und Namur sowie für mehrere Jahre Gastprofessor an der Université Catholique de Louvain.

## Forschung und Auszeichnungen
Bruss ist Dr. rer. nat. und Dr. en sc. in Mathematik, Mitglied des Tönissteiner Kreises, Fellow der Alexander-von-Humboldt-Stiftung, Mitglied des International Statistical Institute, und Fellow des Institute of Mathematical Statistics.
Seine Forschungsgebiete in der Mathematik sind hauptsächlich innerhalb der Wahrscheinlichkeitstheorie. In Fachkreisen wurde Thomas Bruss durch seinen Beweis des 1/e-Gesetzes der besten Wahl (1/e-law of best choice (1984)) bekannt.
Weitere wichtige Beiträge zu Theorie und Anwendungen des Optimalen Stoppens sind seine Entwicklung des Odds-Algorithmus (Odds-Strategie) (2000), die Lösung (zusammen mit Marc Yor) des so-genannten Problems der letzten Ankunft (Last-arrival problem)
sowie seine Beiträge über verschiedene Versionen des Sekretärinnenproblems und sogenannter Pascal Prozesse. Seine Arbeiten erstrecken sich ebenfalls über probabilistische Methoden der Analysis (Taylor und Bernstein Polynome), über Grenzwertsätze (z. B. Borel-Cantelli Lemma), über probabilistische Modellierung und Algorithmen (monotone Unterfolgen) sowie Verzweigungsprozesse (Bisexuelle Galton-Watson Prozesse, Resource Dependent Branching Processes).
Bruss ist Jacques-Deruyts-Preisträger für Mathematik (2000–2004) der Königlichen Akademie der Wissenschaften und Schönen Künste von Belgien und Gastprofessor des Collège Belgique.
Für den 2005 in Spektrum der Wissenschaft erschienenen Artikel über die Odds-Strategie erhielt er den ersten Preis des Artikelwettbewerbs der European Mathematical Society (EMS).
2011 wurde Thomas Bruss die Auszeichnung Commandeur de l’Ordre de Léopold (Belgien) verliehen. Von 2014 bis 2016 war Bruss Vize-Präsident der Belgischen Statistischen Gesellschaft, die unter seiner Präsidentschaft 2017-2019 den Titel Royal Statistical Society of Belgium erhielt.